# Öppet vatten-simning vid världsmästerskapen i simsport 2023 – Damernas 10 km
Damernas 10 km i öppet vatten-simning vid världsmästerskapen i simsport 2023 avgjordes den 15 juli 2023 vid Seaside Momochi Beach Park i Fukuoka i Japan.
Tyska Leonie Beck tog guld, australiska Chelsea Gubecka tog silver och amerikanska Katie Grimes tog brons.

## Resultat
Tävlingen startade klockan 08:00.
| Placering | Simmare                  | Nationalitet   | Tid                 |
| --------- | ------------------------ | -------------- | ------------------- |
| 1         | Leonie Beck              | Tyskland       | 2:02.34,0           |
| 2         | Chelsea Gubecka          | Australien     | 2:02.38,1           |
| 3         | Katie Grimes             | USA            | 2:02.42,3           |
| 4         | Sharon van Rouwendaal    | Nederländerna  | 2:02.42,4           |
| 5         | Ana Marcela Cunha        | Brasilien      | 2:02.42,5           |
| 6         | Ginevra Taddeucci        | Italien        | 2:02.46,7           |
| 7         | Lea Boy                  | Tyskland       | 2:03.12,9           |
| 8         | Mariah Denigan           | USA            | 2:03.13,5           |
| 9         | Bettina Fábián           | Ungern         | 2:03.15,2           |
| 10        | Giulia Gabbrielleschi    | Italien        | 2:03.15,7           |
| 11        | Ángela Martínez          | Spanien        | 2:03.16,5           |
| 12        | Anna Olasz               | Ungern         | 2:03.16,9           |
| 13        | Anastasiia Kirpichnikova | Frankrike      | 2:03.17,6           |
| 14        | Candela Sánchez          | Spanien        | 2:03.18,2           |
| 15        | Angélica André           | Portugal       | 2:03.18,9           |
| 16        | Océane Cassignol         | Frankrike      | 2:03.25,5           |
| 17        | Mafalda Rosa             | Portugal       | 2:03.25,9           |
| 18        | Amber Keegan             | Storbritannien | 2:03.30,3           |
| 19        | Martha Sandoval          | Mexiko         | 2:03.44,8           |
| 20        | Cecilia Biagioli         | Argentina      | 2:03.47,2           |
| 21        | Špela Perše              | Slovenien      | 2:03.48,2           |
| 22        | María Bramont-Arias      | Peru           | 2:04.11,9           |
| 23        | Maddy Gough              | Australien     | 2:04.18,6           |
| 24        | Leah Crisp               | Storbritannien | 2:05.03,5           |
| 25        | Eva Fabian               | Israel         | 2:05.05,0           |
| 26        | Viviane Jungblut         | Brasilien      | 2:05.05,8           |
| 27        | Sun Jiake                | Kina           | 2:05.06,1           |
| 28        | Airi Ebina               | Japan          | 2:05.08,4           |
| 29        | Nip Tsz Yin              | Hongkong       | 2:07.06,3           |
| 30        | Emma Finlin              | Kanada         | 2:07.09,5           |
| 31        | Paola Pérez              | Venezuela      | 2:07.11,7           |
| 32        | Alena Benešová           | Tjeckien       | 2:07.24,3           |
| 33        | Hanano Kato              | Japan          | 2:07.26,4           |
| 34        | Chantal Liew             | Singapore      | 2:07.48,5           |
| 35        | Wu Shutong               | Kina           | 2:08.56,7           |
| 36        | Candela Giordanino       | Argentina      | 2:09.07,2           |
| 37        | Lenka Štěrbová           | Tjeckien       | 2:09.36,5           |
| 38        | Bailey O'Regan           | Kanada         | 2:10.08,1           |
| 39        | Nikita Lam               | Hongkong       | 2:10.08,8           |
| 40        | Amica de Jager           | Sydafrika      | 2:10.31,9           |
| 41        | Teng Yu-wen              | Taiwan         | 2:11.11,1           |
| 42        | Lee Hae-rim              | Sydkorea       | 2:12.43,0           |
| 43        | Lamees El-Sokkary        | Egypten        | 2:12.49,6           |
| 44        | Paulina Alanís           | Mexiko         | 2:13.16,7           |
| 44        | Diana Taszhanova         | Kazakstan      | 2:13.16,7           |
| 46        | Nadine Karim             | Egypten        | 2:13.29,1           |
| 47        | Lee Jeong-min            | Sydkorea       | 2:13.41,0           |
| 48        | Pimpun Choopong          | Thailand       | 2:18.23,0           |
| 49        | Britta Schwengle         | Aruba          | 2:19.11,9           |
| 50        | Anastasiya Zelinskaya    | Uzbekistan     | 2:19.13,5           |
| 51        | Tory Earle               | Sydafrika      | 2:19.27,7           |
| 52        | María Porres             | Guatemala      | 2:21.58,3           |
| 53        | Thitirat Charoensup      | Thailand       | 2:22.17,3           |
| 54        | Mariya Fedotova          | Kazakstan      | 2:22.57,6           |
| 55        | Mariela Guadamuro        | Puerto Rico    | 2:23.34,8           |
| 56        | Alondra Quiles           | Puerto Rico    | 2:25.07,9           |
| 57        | Ashmitha Chandra         | Indien         | 2:27.58,7           |
| 58        | Sofie Frichot            | Seychellerna   | Utanför tidsgränsen |
| 58        | Parizoda Iskandarova     | Uzbekistan     | Utanför tidsgränsen |
| 58        | Kisha Jiménez            | Costa Rica     | Utanför tidsgränsen |
| 58        | Fernanda Ramírez         | Bolivia        | Utanför tidsgränsen |
| 58        | Fátima Portillo          | El Salvador    | 0DNS0               |